# Adina Pintilie
Adina-Elena Pintilie, nota semplicemente come Adina Pintilie (Bucarest, 12 gennaio 1980), è una regista e sceneggiatrice rumena.
Nel 2018 ha vinto l'Orso d'oro alla 68ª edizione del Festival di Berlino per il film Ognuno ha diritto ad amare - Touch Me Not.

## Biografia
Nata a Bucarest nel 1980, Adina Pintilie inizia a scrivere e dirigere cortometraggi nei primi anni duemila, mettendo subito in evidenza un linguaggio cinematografico molto personale e una predilezione per l'esplorazione della psiche umana. Il suo primo lavoro, Ea del 2003, ottiene il premio come miglior film in 16 mm ad un festival studentesco in Romania, così come il successivo Some Kind of Loneliness scritto e diretto con Marius Iacob.
Nel 2007 realizza il documentario Nu te supăra, dar..., uno sguardo sulla vita quotidiana dei pazienti in un ospedale psichiatrico rumeno che viene proiettato in numerosi festival internazionali, tra cui quelli di Locarno, Austin e Città del Messico, ottenendo vari riconoscimenti.
Nel 2008 si laurea all'Università Nazionale di arte teatrale e cinematografica "I.L. Caragiale" di Bucarest e dal 2010 è direttrice artistica e curatrice del Bucharest International Experimental Film Festival (BIEFF).
Nel 2018 gira Ognuno ha diritto ad amare - Touch Me Not, il suo primo lungometraggio a soggetto che viene proiettato in anteprima al Festival di Berlino aggiudicandosi l'Orso d'oro e il premio come migliore opera prima.

## Filmografia
- Ea (2003) - Cortometraggio
- Some Kind of Loneliness (Un fel de singurătate) (2004) - Cortometraggio, scritto e diretto con Marius Iacob
- Unwatched Trains (Trenuri nepăzite) (2004) - Cortometraggio, scritto e diretto con Marius Iacob
- Nea Pintea... model (2005) - Documentario cortometraggio
- The Fear of Mr.G (Frica domnului G) (2006) - Cortometraggio
- Casino (2006) - Cortometraggio
- Nu te supăra, dar... (2007) - Documentario
- Balastiera #186 (2009) - Cortometraggio, scritto e diretto con George Chiper
- Oxigen (2010) - Documentario cortometraggio
- Diary #2 (2013) - Cortometraggio
- Ognuno ha diritto ad amare - Touch Me Not (Touch Me Not) (2018)

## Riconoscimenti
- 2007
  - Festival internazionale del cinema di Varsavia
Nomination premio Free Spirit per Nu te supăra, dar...
  - Dok Leipzig
Golden Dove per Nu te supăra, dar...
  - Locarno Festival
Nomination Pardo d'oro Cineasti del presente per Nu te supăra, dar...

- 2008
  - Mexico City's International Contemporary Film Festival
Miglior regista femminile per Nu te supăra, dar...
  - Cronograf Documentary Film Festival
Miglior regista per Nu te supăra, dar...
  - Dialektus Documentary Film Festival
Miglior film per Nu te supăra, dar...
  - Gopo Awards
Nomination Miglior documentario per Nu te supăra, dar...

- 2009
  - Miami International Film Festival
Nomination Gran premio della giuria (cortometraggi) per Balastiera #186

- 2010
  - International Film Festival Rotterdam
Nomination Tiger Award per il miglior cortometraggio per Oxigen
  - Festival internazionale del cinema di Varsavia
Nomination Miglior cortometraggio per Oxigen

- 2011
  - Gopo Awards
Premio Young Hope per Oxigen
Nomination Miglior cortometraggio per Oxigen
  - Jihlava International Documentary Film Festival
Nomination Silver Eye Award per il miglior documentario cortometraggio per Oxigen

- 2013
  - Festival internazionale del cortometraggio di Oberhausen
Zonta Prize per Diary #2

- 2018
  - Festival internazionale del cinema di Berlino
Orso d'oro per Ognuno ha diritto ad amare - Touch Me Not
Miglior opera prima per Touch Me Not
Nomination Teddy Award per il miglior lungometraggio per Touch Me Not